# Domenico Jervolino
Domenico Jervolino, indicato anche come Iervolino (Sorrento, 1946 – Roma, 27 febbraio 2018), è stato un filosofo e politico italiano.

## Biografia
Docente universitario presso l'Università di Napoli "Federico II" e allievo di Pietro Piovani, fu particolarmente impegnato sul fronte politico: già dirigente delle Acli e della Cisl-Università, negli anni settanta fu tra i fondatori con Livio Labor del Movimento Politico dei Lavoratori (MPL), tra i promotori del Movimento dei Cristiani per il Socialismo, esponente del dissenso cattolico. 
Con lo scioglimento del Movimento Politico dei Lavoratori, Jervolino e Giovanni Russo Spena fondarono Alternativa Socialista, formazione che contribuì alla nascita del Partito di Unità Proletaria e, a sua volta, al Partito di Unità Proletaria per il Comunismo. Ha successivamente aderito a Democrazia Proletaria, di cui è stato a lungo responsabile nazionale cultura e scuola.
È stato consigliere regionale in Campania dal 1979 al 1987. Ha poi militato in Rifondazione Comunista, nelle cui file è stato Assessore all'educazione del Comune di Napoli dal marzo 2000 al marzo 2001, oltre che responsabile nazionale università e ricerca per diversi anni. Nel 2001 si candida al Senato con Rifondazione Comunista, senza risultare eletto. È stato direttore della rivista Alternative fino al 2006, dal 2007 vice-direttore di Alternative per il socialismo; ha collaborato con diverse riviste specialistiche di filosofia (Filosofia e Teologia, Studium).
È morto nel febbraio 2018, all'età di 71 anni. Era cugino dell'ex ministra e sindaca di Napoli Rosa Russo Iervolino.

## La ricerca filosofica
Nell'ambito degli studi filosofici è tra i principali studiosi in Italia del pensiero del filosofo francese Paul Ricœur (1913-2005), di cui diviene amico personale.
La sua ricerca ha esaminato approfonditamente alcuni aspetti riguardanti il pensiero del Ricoeur, tra cui:
- la ricerca di un filo conduttore unitario all'interno della sterminata opera dell'autore francese, cui ha dedicato il volume Il cogito e l'ermeneutica. La questione del soggetto in Paul Ricoeur (Procaccini, Napoli, 1984; Marietti, Genova, 1993).
- la messa in questione del soggetto cartesiano autocentrato e autotrasparente. Il pensiero di Ricoeur appare nei suoi studi come caratterizzato dall'attenzione verso le peripezie del Cogito che, ferito e spezzato nella sua autosufficienza, cerca di ritrovare sé stesso attraverso un lavoro ermeneutico. Nella speculazione dell'ultimo Ricoeur ha individuato come centrale il paradigma della traduzione come modello di pensiero fondato sull'ospitalità linguistica e l'apertura all'altro.

## Opere
È autore, nel campo degli studi filosofici, dei volumi:
- Il cogito e l'ermeneutica. La questione del soggetto in Ricoeur, Procaccini, Napoli 1984, Marietti, Genova 1993 (tradotto in inglese presso Kluwer, Dordrecht-Boston-London 1990);
- Pierre Thévenaz e la filosofia senza assoluto, Athena, Napoli 1984, Studium, Roma 2003;
- Logica del concreto ed ermeneutica della vita morale. Newman, Blondel, Piovani, Morano, Napoli 1994;
- Ricoeur. L'amore difficile, Studium, Roma 1995;
- Le parole della prassi. Saggi di ermeneutica, Città del sole, Napoli 1996;
- Ricoeur. Une herméneutique de la condition humaine, Ellipses, Paris 2002; ed. it. Introduzione a Ricoeur, Morcelliana, Brescia 2003;
- Ricoeur. Herméneutique et traduction, Ellipses, Paris 2007;
- Per una filosofia della traduzione, Morcelliana, Brescia 2008.

Ha curato e introdotto le antologie ricoeuriane:
- Filosofia e linguaggio, Guerini, Milano 1994, 2002;
- La traduzione. Una sfida etica, Morcelliana, Brescia 2001, 2002;
- Etica e morale, Morcelliana, Brescia 2007;
- Ricoeur e la psicoanalisi, con G. Martini, FrancoAngeli, Milano 2007.